# Elio Veltri
Cornelio Veltri, detto Elio (Longobardi, 8 maggio 1938), è un medico, politico, giornalista e scrittore italiano.
Celebri sono le sue inchieste sulla legalità del sistema economico e politico italiano.

## Biografia
Nato a Longobardi, in provincia di Cosenza, dal medico condotto Agamennone Veltri (1909-1979) e dalla maestra elementare Clotilde Pellegrini (1918-2010). Sposato con Matilde Masneri dagli anni 60. È laureato in Medicina e chirurgia all'Università di Pavia, e ha insegnato ematopatologia come libero docente nel suo ateneo. Dal 1973 al 1980 è stato sindaco di Pavia nelle liste del Partito Socialista Italiano. È stato il primo sindaco d'Europa che ha chiuso al traffico il centro storico della sua città e averla salvata da un vero e proprio tentativo di speculazione edilizia. Notevole fu il suo impegno nei confronti del Cile, all'epoca governato dalla dittatura di Augusto Pinochet, da sindaco di Pavia: accolse la famiglia di Fredy Cancino, esuli nella città, e portò avanti numerose iniziative di solidarietà con lo stato sudamericano.
Nel 1981, in aperta polemica sulla questione morale con Bettino Craxi (allora segretario del partito), fu espulso dal Comitato Centrale del PSI e dall'intero partito proprio per volere di Craxi, assieme all'ex deputato socialista Franco Bassanini, all'ex-vicesegretario del partito Tristano Codignola, l'economista Paolo Leon e ad altri esponenti che avevano firmato un manifesto critico nei confronti della segreteria. Nel 1985 fu eletto consigliere regionale in Lombardia nella lista del Partito Comunista Italiano e per Democrazia Proletaria fu candidato alle Europee del 1989.
Nel periodo di Tangentopoli si interessò particolarmente alla giustizia, scrivendo i saggi Milano degli scandali (insieme a Gianni Barbacetto), Da CRAXI a Craxi e Manifesto per un paese normale. Alle elezioni del 1996 venne eletto alla Camera dei deputati nelle file dell'Ulivo – lista PDS – dove si evidenziò come membro delle Commissioni Antimafia, Giustizia e Anticorruzione. Durante il mandato ha presentato numerose proposte di legge anticorruzione, antimafia e sulla trasparenza amministrativa. Le proposte di legge non vennero mai messe all'ordine del giorno.
Nel 1997 fondò l'associazione Democrazia e Legalità, che dal 2001 pubblica l'omonimo giornale on-line e non ha mai cessato la propria attività. Nel 1998 fu fondatore della Lista Di Pietro - Italia dei Valori, di cui divenne coordinatore nell'esecutivo. Nel 1999 l'Italia dei Valori confluì nel progetto dei Democratici di Romano Prodi ma, in seguito a ripetuti dissidi con la linea portata avanti da Arturo Parisi e la scelta di non votare la fiducia al governo Amato II, nell'aprile 2000 Veltri e Di Pietro vennero espulsi dai Democratici. Rifondarono l'Italia dei Valori dal quale Veltri si sarebbe poi allontanato, insieme a numerosi componenti di Democrazia e Legalità, mostrandosi critico nei confronti di alcune condotte dell'ex magistrato. Nel 2001 insieme ad Enzo Marzo e Paolo Sylos Labini ha fondato Opposizione Civile.
In seguito, prima delle elezioni europee del 2004 Opposizione Civile confluì nel movimento "Il Cantiere per il Bene Comune" fondato dallo stesso Veltri insieme ad Achille Occhetto, Giulietto Chiesa, Paolo Sylos Labini, Diego Novelli ed Antonello Falomi. Il 7 marzo 2006 fu denunciato, insieme al giornalista Marco Travaglio e alla casa editrice Editori Riuniti, dall'allora premier Silvio Berlusconi per la pubblicazione del libro L'odore dei soldi, riguardo alle misteriose origini delle fortune di Berlusconi . Nel giugno 2007 fondò la Lista Civica dei Cittadini per la Repubblica (nota anche come Lista Civica Nazionale) di cui è promotore insieme a Oliviero Beha. Nel 2010 ha rilanciato l'associazione Democrazia e Legalità, che nel frattempo si è distinta per numerose azioni culturali e politiche su tutto il territorio nazionale.

## Opere
- Milano degli scandali, con Gianni Barbacetto, Prefazione di Stefano Rodotà, Collana I Robinson, Roma-Bari, Laterza, 1991.
- Il comune, lo statuto, il cittadino, Milano, Il Sole 24 Ore, 1992, ISBN 978-88-324-9617-8.
- Da Craxi a Craxi, Collana I Robinson, Roma-Bari, Laterza, 1993, ISBN 978-88-420-4264-8.
- Manifesto per un Paese normale, Milano, Baldini & Castoldi, 1995.
- L'odore dei soldi. Origini e misteri delle fortune di Silvio Berlusconi, con Marco Travaglio, Roma, Editori Riuniti, 2001, ISBN 978-88-359-5007-3; nuova ed. aggiornata, Editori Riuniti, 2009.
- Le toghe rosse, Collana Le isole, Milano, Baldini & Castoldi, 2002, ISBN 978-88-849-0163-7.
- La legge dell'impunità, Roma, l'Unità, 2004.
- Il topino intrappolato. Legalità, questione morale e centrosinistra, Roma, Editori Riuniti, 2005; nuova ed. aumentata, Collana Le spade, Milano, Longanesi, 2008, ISBN 978-88-304-2547-7.
- Il governo dei conflitti, con Francesco Paola, Milano, Longanesi, 2006, ISBN 978-88-304-2400-5.
- Mafia pulita, con Antonio Laudati, Collana Le spade, Milano, Longanesi, 2009, ISBN 978-88-304-2626-9.
- I soldi dei partiti. Tutta la verità sul finanziamento alla politica in Italia, con Francesco Paola, Collana I grilli, Venezia, Marsilio, 2012, ISBN 978-88-317-1113-5.
- Non è un paese per onesti. Storia e storie di socialisti perbene, Falsopiano, 2016, ISBN 978-88-930-4044-0.
- L'oro delle mafie. Il grande affare delle confische, con Franco La Torre e Domenico Morace, Roma, Paper First, 2020, ISBN 978-88-997-8488-1.

## Filmografia
- Viva Zapatero! (2005), regia di Sabina Guzzanti - Documentario [2]
- L'avvelenata cronaca di una deriva (2012) di Claudio Metallo [3][4]